# Weiss Distribution Technique
Weiss Distribution Technique (WDT) ist eine insbesondere bei der Zubereitung von Espresso genutzte Methode zur Erzielung einer gleichmäßigeren Extraktion durch Auflösung von eventuellen Klumpen und der homogeneren Verteilung von frisch gemahlenem Kaffeemehl im Siebträger. Diese Technik wurde nach John Weiss benannt, der sie Ende 2005 im Forum von Home-Barista.com unter seinem Benutzernamen "RapidCoffee" eingeführt hat.

## Technik und Anwendung
Die WDT besteht aus dem methodischen Umrühren des Kaffeemehls im Siebträger durch geeignete Werkzeuge vor dem Tampen (Verdichten). Der Hauptzweck ist die Beseitigung von Kaffeeklumpen, die durch statische Aufladung und Feuchtigkeit im frisch gemahlenen Kaffee entstehen, sowie die Schaffung einer homogenen Kaffeemehlverteilung. Dies führt zu einem gleichmäßigeren Wasserdurchfluss während der Extraktion und vermeidet „Channeling“ – das Phänomen, bei dem Wasser bevorzugt durch Bereiche mit geringerem Widerstand fließt.

### Werkzeuge
Für die WDT werden verschiedene Werkzeuge verwendet:
- Einfache Haushaltsgeräte: Bereits Zahnstocher, dünne Nähnadeln oder Büroklammern können für Heimanwender gute Ergebnisse liefern.
- Spezielle WDT-Werkzeuge: Diese bestehen typischerweise aus einem Griff mit mehreren feinen Nadeln (häufig Akupunkturnadeln). Die optimale Nadeldicke liegt zwischen 0,2 und 0,4 mm.[4]
- Mechanische WDT-Werkzeuge: Einige Modelle verfügen über ein mechanisches Getriebe, das eine rotierende Bewegung ermöglicht.
- Elektrische WDT-Werkzeuge: Für den professionellen Einsatz gibt es auch motorisierte Varianten, die eine besonders gleichmäßige Verteilung ermöglichen.

### Durchführung
Die korrekte Anwendung der WDT erfolgt in diesen Schritten:
Das frisch gemahlene Kaffeemehl wird in den Siebträger gefüllt.
Mit dem WDT-Werkzeug wird das Kaffeemehl in kreisenden oder Raster-Bewegungen durchgerührt.
Besondere Aufmerksamkeit sollte den Randbereichen des Siebträgers gelten, da sich dort häufig Klumpen bilden.
Nach dem Durchrühren wird die Kaffeeoberfläche leicht geglättet.
Anschließend erfolgt das übliche Tampen des Kaffees.

## Wissenschaftlicher Hintergrund
Untersuchungen haben gezeigt, dass die Anwendung der WDT zu messbaren Verbesserungen in der Gleichmäßigkeit der Extraktion führt. Dies lässt sich durch eine homogenere Druckverteilung während der Extraktion erklären, was zu einer größeren Extraktionsausbeute und einem ausgewogeneren Geschmacksprofil führt.
Die Technik hat besondere Relevanz beim Einsatz von Einzeldosiermühlen, bei denen der Kaffee direkt in den Siebträger gemahlen wird, da hierbei vermehrt Klumpenbildung auftreten kann.

## Bedeutung in der modernen Kaffeekultur
Seit ihrer Einführung 2005 hat sich die WDT zu einer Standardtechnik in der Third-Wave-Kaffeebewegung entwickelt. Viele Barista-Wettbewerbe und Spezialitätenkaffee-Cafés haben diese Technik in ihre Espresso-Zubereitungsprotokolle integriert. Die wachsende Popularität von Heimespressomaschinen hat zudem zu einer Verbreitung der Technik im Heimbereich geführt.